# 꽃미남 라면가게
《꽃미남 라면가게》는 2011년 10월 31일부터 2011년 12월 20일까지 방영된 tvN의 텔레비전 드라마이다.

## 소개
겉으로는 까칠하지만 속마음은 순수한 재벌남 차치수와 미모와 개성으로 무장한 꽃미남들, 그리고 그들에게 둘러싸인 여주인공이 함께 라면가게를 운영하며 펼쳐지는 이야기를 그려낸 드라마이다.

## 등장인물

### 주요 인물
- 정일우 : 차치수 역
- 이청아 : 양은비 역
- 이기우 : 최강혁 역

### 그 외 인물
- 박민우 : 김바울 역
- 조윤우 : 우현우 역
- 황현희 : 윤소이 역
- 주현 : 차옥균 역
- 정인기 : 양철동 역
- 김예원 : 강동주 역
- 김일웅 : 정규 역
- 송재림 : 정희곤 역
- 도상우 : 김두현 역